# Jeanette Kwakye
Jeannette Boahemaa Kwakye (ur. 20 marca 1983 w Londynie) – brytyjska lekkoatletka, sprinterka.
Jako juniorka nie notowała większych sukcesów, choć zdobyła brązowy medal w sztafecie 4 x 100 metrów podczas Mistrzostw Świata Juniorów w Lekkoatletyce (Kingston 2002). W 2007 zajęła 4. miejsce w biegu na 60 metrów na Halowych Mistrzostwach Europy w Lekkoatletyce (Birmingham 2007). Latem została mistrzynią Wielkiej Brytanii w biegu na 100 i 200 metrów. Zimą 2008 odniosła największy sukces w swojej karierze – zdobyła srebrny medal podczas Halowych Mistrzostw Świata w Lekkoatletyce (bieg na 60 m Walencja). Na igrzyskach olimpijskich (Pekin 2008) zajęła 6. miejsce w biegu na 100 metrów, zaś sztafeta brytyjska, której mocnym punktem była Kwakye nie ukończyła biegu finałowego. Wielokrotna złota medalistka mistrzostw kraju.
W styczniu 2014 ogłosiła zakończenie kariery.

## Rekordy życiowe
- bieg na 100 metrów – 11,14 (2008)
- bieg na 200 metrów – 23,11 (2007)
- bieg na 60 metrów (hala) – 7,08 (2008) rekord Wielkiej Brytanii